# Miyaki
Miyaki (japanska: みやき町?, Miyaki-chō) är en landskommun (köping) i Saga prefektur i Japan. 
Kommunen bildades 2005 genom en sammanslagning av kommunerna Mine, Kitashigeyasu och Nakabaru.